# メードストン
メードストン（英: Maidstone）、またはメードストーン、メイドストーンは、イギリスのケントの州庁所在地。ロンドンの南東51kmに位置する。
市街をメドウェイ川が流れ、ロチェスターやテムズ川河口部に至る。歴史的にこの川が、町の貿易の大部分を支えてきた。ケントは「イングランドの庭園」の渾名を持つ穀倉地帯である。石器時代以降の村落跡がある。
メードストンの経済は長年、重工業から軽工業、あるいはサービス業へシフトしてきた。

## 地名の由来
975年ごろのサクソン人の勅許状にみえる、「乙女の石」もしくは「人々の石」の意とされる de maeides stana と maegdan stane が町名の最古の例証である。後者の意味については、古代の人々が集会を開いたであろう近くの巨石との関連性が指摘されている。ドゥームズデイ・ブックには medestan/meddestane と記載され、現在の表記は1610年に初出する。また、石とは洗濯物を河岸から離れた清らかな水でゆすぐために、川に置かれた飛び石との説もある。

## 歴史

リーズ城。市街の4マイル南に位置する

この地域からは新石器時代の遺物が見つかっている。ローマ人は市街を貫く道路やヴィラの跡を遺した。ノルマン人は民会を設置し、宗教団体はボクスリーに修道院を建てたほか、病院や聖職者の養成所を置いた。中世、今日のペネンデン・ヒース地区は刑場であった。

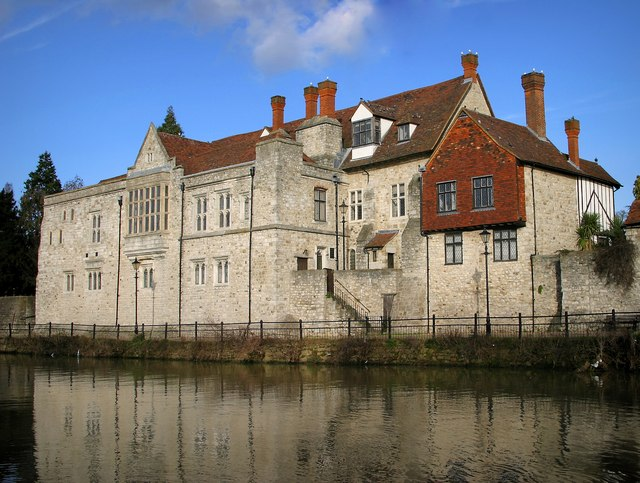
大司教邸

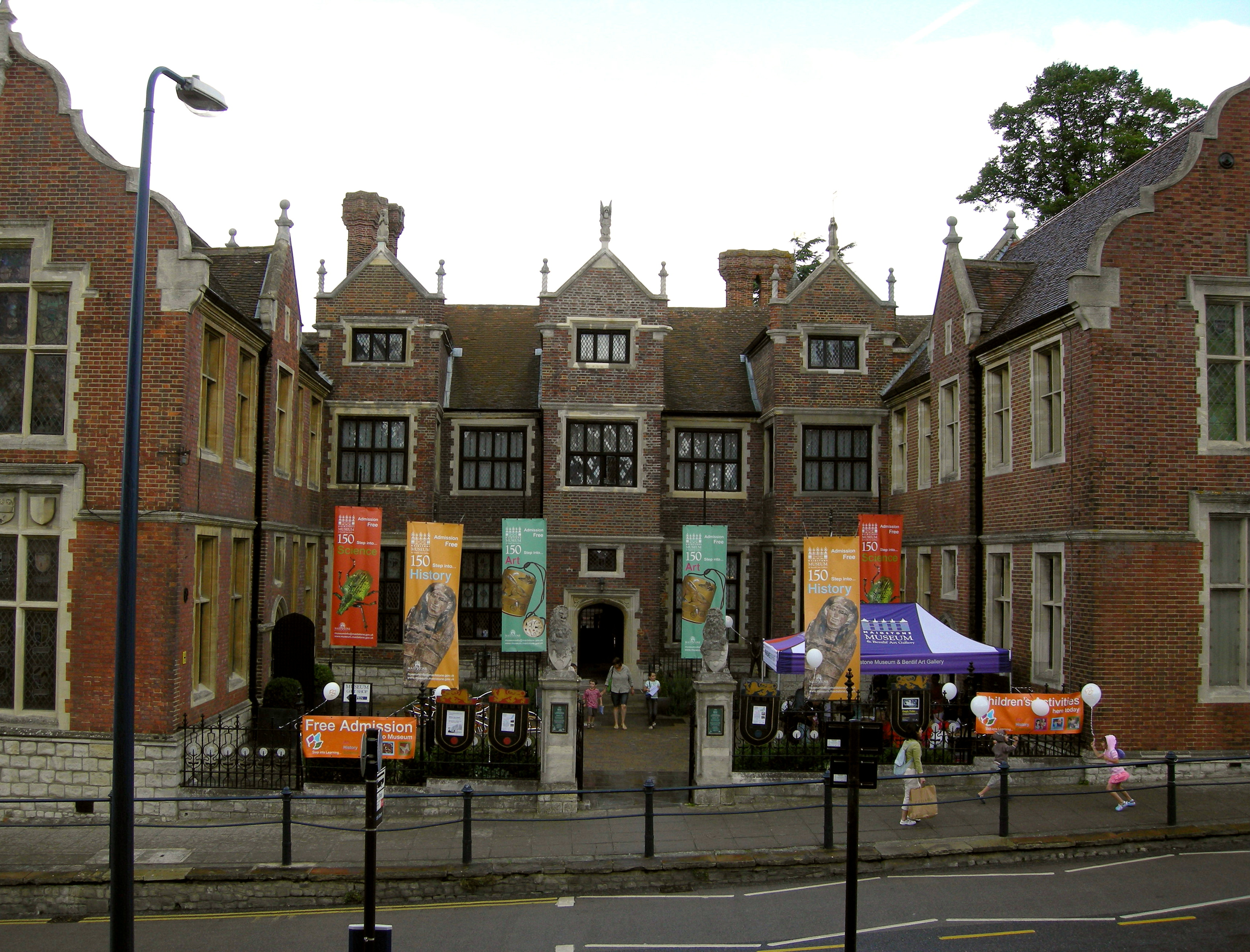
メードストン博物館

メードストンを町とする勅許は1549年にまず裁可されたがすぐに破棄され、1551年に自治都市とする勅許が新たに裁可された。勅許はジェームズ1世治下の1619年に承認され、金獅子一頭と川の描写を含む紋章（波打つ薄紫の中帯が一条、三つの赤い小円にはさまれ、上部には赤字に右前脚を上げて左に歩き、こちらをうかがう一頭の金獅子）もこのときデザインされた。近年はこれら紋章に白馬の頭（ケントのモットー Invicta を表す）と金獅子、それにイグアノドンが一頭ずつ加えられる。このイグアノドンは19世紀、そのような恐竜の化石が発掘された地元の発見に由来し、それは現在ロンドン自然史博物館に所蔵されている。
第二次イングランド内戦（イングランド内戦）時は1648年に戦闘が発生し、議会派の勝利に帰した（メードストンの戦い）。チャールズ1世に対する死刑判決は1649年当時のメードストン市長で高等法院の書記でもあったアンドリュー・ブラトンの所業で、メードストン・タウン・センターにあるアンドリューを記念したプレートには「市長にして大逆者」と記銘されている。
メードストンには1604年に拘置所が設置された。市街の北に位置する現在の刑務所は、1819年に完成したものである。1797年には兵営も築かれた。現在のインヴィクタ兵営にはグルカ兵からなる二戦隊を含む、王立工兵隊の第36工兵連隊が駐屯する。
経済史の観点からすれば、メードストンは川のほとりのみならず周縁の地方でも発展した。製紙、採石、醸造、織物業がいまでも盛んである。製紙工のジェームズ・ホワットマンとその息子は1740年、ボクスリーのターキー・ミルで漉き紙（ホワットマン紙）を発明し、印刷の歴史に大きな進歩をもたらした。

### 近代史
現在のメードストン町は、かつての村や開拓地を数多く含んでいる。
1910年から1913年にかけて、市街の北にポルトランド石で州の議事堂が建てられた。1983年にはマーシャム街に150年以上開業していたウェスト・ケント総合病院に代わり、郊外にメードストン総合病院が開業。現在のメードストン総合病院は、1990年代中ごろに閉鎖された旧オークウッド病院（もとケント州精神病院）の北に位置する。
いまは町民の多くが町内の小売・行政・サービス業に従事する。各所の多くの工業団地が雇用を生み出している。ロンドンなどほかの町に通勤する人もいる。

## 行政

ケント州議会議事堂

### 国会議員
1997年から、町はメードストン・アンド・ザ・ウィールド選挙区とフェイバーシャム・アンド・ミッド・ケント選挙区に分かれている。メードストン・アンド・ザ・ウィールド選挙区選出の庶民院議員は保守党のヘレン・グラントである。かつてはアン・ワイドカム、サー・ジョン・ウェルズ、サー・アルフレッド・ボソム、ベンジャミン・ディズレーリといった議員を輩出した。フェイバーシャム・アンド・ミッド・ケント選挙区は2001年から保守党のヒュー・ロバートソンが守っている。

### 地方行政
ケント州議会は社会事業、教育、インフラの敷設および保守、消防、水道に責任を負う。議員は9つの選挙区から4年ごとに改選される。うち4選挙区は郊外の村々からなる。
| 選出年 | 選出年 | 氏名                   | 選挙区               |
| ------ | ------ | ---------------------- | -------------------- |
|        | 2009   | ダン・デイリー         | メードストン中央     |
|        | 2009   | マルコム・ロバートソン | メードストン中央     |
|        | 2009   | イアン・チッテンデン   | メードストン北東     |
|        | 2009   | アラン・チェル         | メードストン南       |
|        | 2009   | ゲイリー・クック       | メードストン南東     |
|        | 2009   | ジェニー・ホワイトル   | メードストン東部地方 |
|        | 2009   | ポール・カーター       | メードストン北部地方 |
|        | 2009   | エリック・ホットソン   | メードストン西部地方 |
|        | 2009   | ポーリナ・ストッケル   | メードストン南部地方 |

町は北西部を除く郊外の農村部とメードストン市をなし、アーリントン (Allington) 、ブリッジ (Bridge) 、ダウンズウッド・アンド・オタム (Downswood and Otham) 、イースト (East) 、ファント (Fant) 、ヒース (Heath) 、ハイ・ストリート (High Street) 、パーク・ウッド (Park Wood) 、シェップウェイ・ノース (Shepway North) 、シェップウェイ・サウス (Shepway South) 、サウス (South) 、ノース (North) の12区に分かれている。これら12区が、市議会の55議席のうち30を占める。2011年の市議会議員選では保守党が30議席、自由民主党が20議席、無所属が4議席を獲得した。
メードストン市議会はレクリエーション、ゴミ収集、大部分の計画の議決、公営住宅といった地域事業の運営に責任を負う。

## 地理

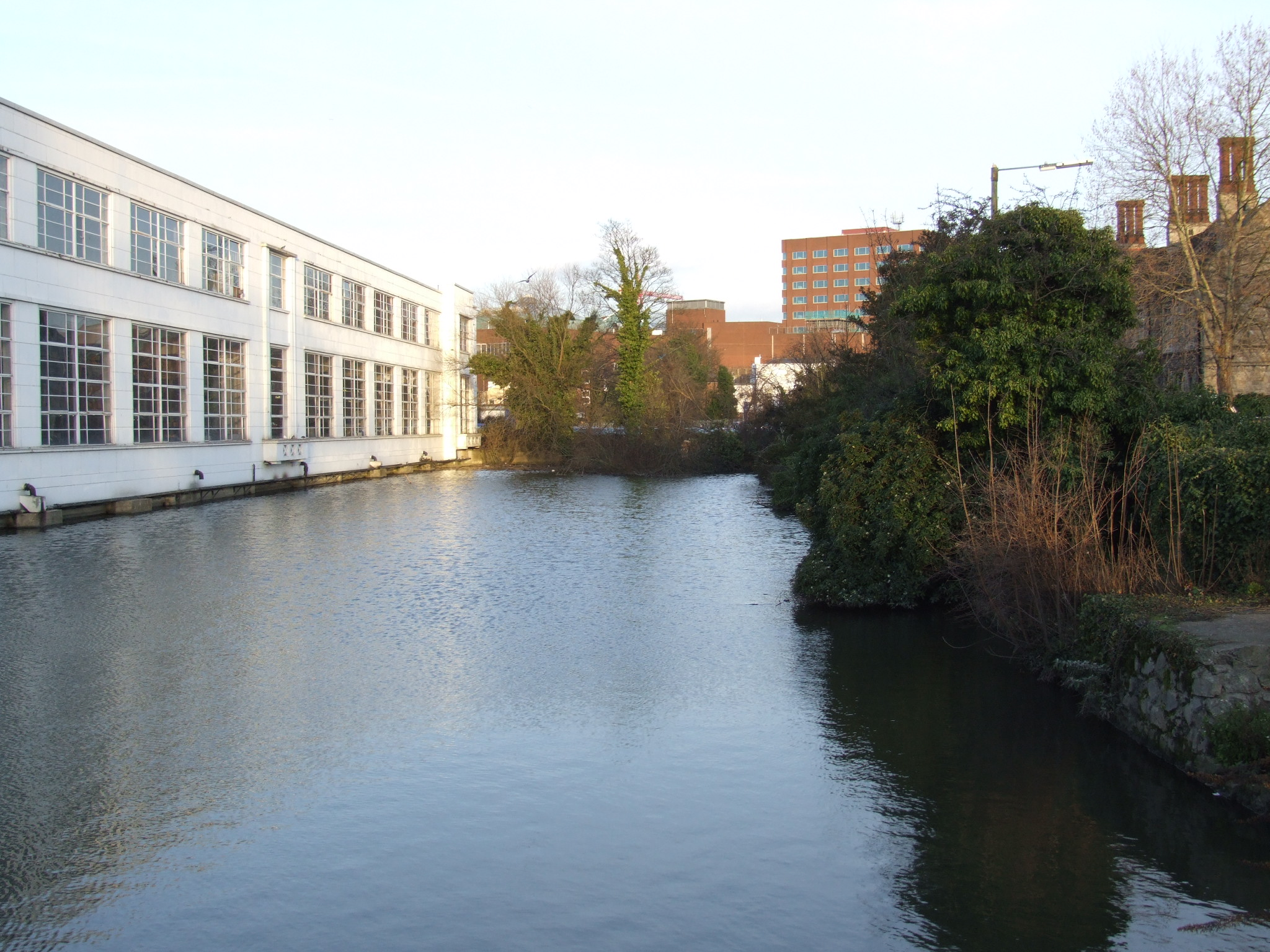
レン川につくられたもと水車池。ミル通りとパレス通りの交点付近

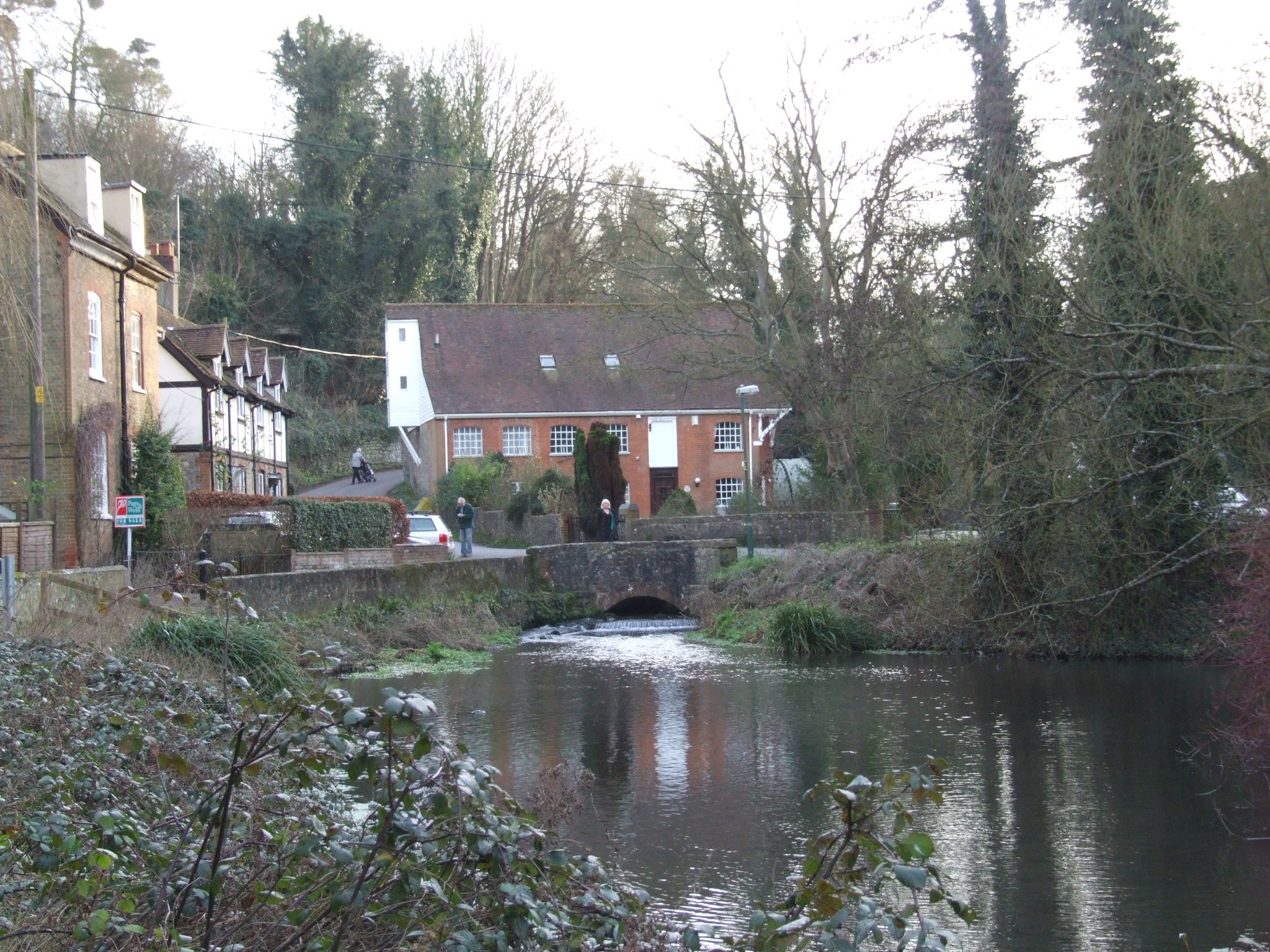
ルース川につくられた、ロウアー・クリスブルック水車場の池とアッパー・クリスブルック水車場

おおむね西から東に流れてきたメドウェイ川がティーズ川、ベルト川と合し、流路を北へかえる合流点に位置する。このため緑色砂の河岸は侵食されやすく、川をはさんだ二つの丘に町がある。中心市街地は東の丘にあり、より高い対岸はペネンデン・ヒースという。
レン川もメードストンでメドウェイ川に合流する。短い川だが、その水力は数多くの製粉所の動力になっている。ラングリーに源を発しトビルでメドウェイ川にそそぐルース川も、かつて30以上の水車を動かしていた。これらの川にできたため池は、特徴的な景観をかもし出す。
その地勢からかねてより産業基盤を有していたメードストンでは、河岸の丘やほとり、さらには川上まで交易の中心となった。セブンオークス、アシュフォード方面にA20号線が、メドウェイ・タウンズ、ヘースティングズ方面にA229号線が、トンブリッジ方面にA26号線が、テンターデン方面にA274号線がそれぞれ放射線状に延びているが、これら街道はいずれも18世紀から19世紀に有料道路として建設された。
歴史の偶然から、州庁所在地であるにもかかわらず町を通る鉄道路線は二つとも幹線ではない。ロンドン、アシュフォード方面のメードストン東駅と、それよりも南に位置するメドウェイ・バレー線のメードストン西駅が中心駅である。
歴史的に町の発展に寄与し、地域の物産の大部分を輸送できるメドウェイ川だが、通商路としては短すぎた。しかし、川は大勢の観光客の輸送をも担っている。
ほかの町と同じように、メードストンも発展し続けている。そのため多くの開拓地や村々、集落をこれまで編入してきた。アーリントン (Allington) 、バーミング (Barming) 、ベアステッド (Bearsted) 、ペネンデン・ヒース (Penenden Heath) 、サンドリング (Sandling) 、トビル (Tovil) 、ウィーバリング・ストリート (Weavering Street) などで、グローブ・グリーン (Grove Green) 、ハーバーランド (Harbourland) 、リングルストーン (Ringlestone) 、ローズエーカー (Roseacre) 、シェプウェイ (Shepway) 、ビンターズ・パーク (Vinters Park) などの団地がある。
かつて産業の中心地であったメードストンで、なかんずく醸造業と製紙業は重要であった。今日では小規模な工場が市街を取り囲んでいる。醸造所のひとつはフレムリン・ウォークというショッピングセンターに生まれ変わった。ロックメドウの河岸からのびるハイ通りとキング通りは歩行者天国だが、ウィーク通りとガブリエルの丘がこれを二分している。

### 気候
ケントの気候はイギリス諸島の他地方と同じ、夏は涼しく冬は穏やかな海洋性気候である。オンラインで観測記録が閲覧可能なもっとも近い気象庁の観測点は、市街の西およそ3マイルに位置する郊外のイースト・モーリングにある。
イースト・モーリングの観測史上最高気温は2003年8月の37.4℃である。最低気温は1947年と1972年のそれぞれ1月に観測した-17.8℃。2003年には1月のイングランド南東部の史上最高気温、17.4℃も記録している。近年は2010年12月20日に、-10.7℃の低温を観測した。
| イースト・モーリングの1961年から1990年の気候 | イースト・モーリングの1961年から1990年の気候 | イースト・モーリングの1961年から1990年の気候 | イースト・モーリングの1961年から1990年の気候 | イースト・モーリングの1961年から1990年の気候 | イースト・モーリングの1961年から1990年の気候 | イースト・モーリングの1961年から1990年の気候 | イースト・モーリングの1961年から1990年の気候 | イースト・モーリングの1961年から1990年の気候 | イースト・モーリングの1961年から1990年の気候 | イースト・モーリングの1961年から1990年の気候 | イースト・モーリングの1961年から1990年の気候 | イースト・モーリングの1961年から1990年の気候 | イースト・モーリングの1961年から1990年の気候 |
| 月                                           | 1月                                          | 2月                                          | 3月                                          | 4月                                          | 5月                                          | 6月                                          | 7月                                          | 8月                                          | 9月                                          | 10月                                         | 11月                                         | 12月                                         | 年                                           |
| -------------------------------------------- | -------------------------------------------- | -------------------------------------------- | -------------------------------------------- | -------------------------------------------- | -------------------------------------------- | -------------------------------------------- | -------------------------------------------- | -------------------------------------------- | -------------------------------------------- | -------------------------------------------- | -------------------------------------------- | -------------------------------------------- | -------------------------------------------- |
| 平均最高気温 °C （°F）                       | 6.8 (44.2)                                   | 7.1 (44.8)                                   | 9.8 (49.6)                                   | 12.4 (54.3)                                  | 16.3 (61.3)                                  | 19.5 (67.1)                                  | 21.6 (70.9)                                  | 21.5 (70.7)                                  | 18.9 (66)                                    | 15.1 (59.2)                                  | 10.2 (50.4)                                  | 7.8 (46)                                     | 13.9 (57)                                    |
| 平均最低気温 °C （°F）                       | 1.2 (34.2)                                   | 1.2 (34.2)                                   | 2.4 (36.3)                                   | 4.2 (39.6)                                   | 6.9 (44.4)                                   | 9.8 (49.6)                                   | 11.9 (53.4)                                  | 11.6 (52.9)                                  | 9.5 (49.1)                                   | 7.0 (44.6)                                   | 3.6 (38.5)                                   | 2.1 (35.8)                                   | 5.9 (42.6)                                   |
| 降水量 mm （inch）                           | 62 (2.44)                                    | 41 (1.61)                                    | 49 (1.93)                                    | 46 (1.81)                                    | 47 (1.85)                                    | 50 (1.97)                                    | 45 (1.77)                                    | 48 (1.89)                                    | 60 (2.36)                                    | 60 (2.36)                                    | 67 (2.64)                                    | 65 (2.56)                                    | 640 (25.2)                                   |
| 平均月間日照時間                             | 51.6                                         | 69.4                                         | 113.9                                        | 148.5                                        | 201.0                                        | 204.8                                        | 201.0                                        | 195.6                                        | 151.4                                        | 114.4                                        | 69.3                                         | 46.6                                         | 1,567.5                                      |
| 出典：イギリス気象庁                         |                                              |                                              |                                              |                                              |                                              |                                              |                                              |                                              |                                              |                                              |                                              |                                              |                                              |

## 人口統計
2001年の国勢調査によると、メードストン町の総人口は7万5070人で、人口密度は28人/1haである。全3万1142世帯の38%が夫婦、29%が単身世帯、10%が同棲のカップル、9%が片親である。全世帯に占める独居老人率は14%である。
人種では96.6%が白人、0.9%が混血、0.3%が中国系、1.5%がその他のアジア系、0.4%が黒人で、その他は0.3%。出生地はイギリスが94.1%（なかんずくイングランドが91.4%）、アイルランド共和国が0.6%、ドイツが同じく0.6%、その他欧州諸国が1.3%、アジアが1.7%、アフリカが0.9%、その他が0.8%である。
宗教でみるとクリスチャンが73.9%、ムスリムが0.8%、ヒンドゥー教徒が0.7%、仏教徒が0.3%、シク教徒が0.14%、ユダヤ人が0.11%である。無宗教は15.8%、その他が0.6%で、回答を避けたのも7.7%あった。

## 経済

### 工業
新聞業界向けに新聞紙を生産する、欧州最大の紙のリサイクル工場が北西のアイルズフォードにある。
1998年まではメードストン中心部に所在する、シャープス社のタフィー工場（後のキャドベリー・トレイバー・バセットの一部）が重要な雇用主であった。
スピーカーメーカーのKEFは1961年、メードストンのケント・エンジニアリング＆ファウンドリー（略してKEF）という金属加工工場の構内に設立された。現在も河岸の同じ場所で操業を続けている。1990年代後半には「ザ・メードストン」と銘打ったスピーカーをつくった。
町の中心部はケント最大のオフィス街で、辺りは製紙や包装工業が盛んである。多数のハイテク企業が郊外のビジネスパークで設立されている。
メードストンの水道システムはサザン・ウォーターとミッド・ケント・ウォーターが管轄する。

### 商業

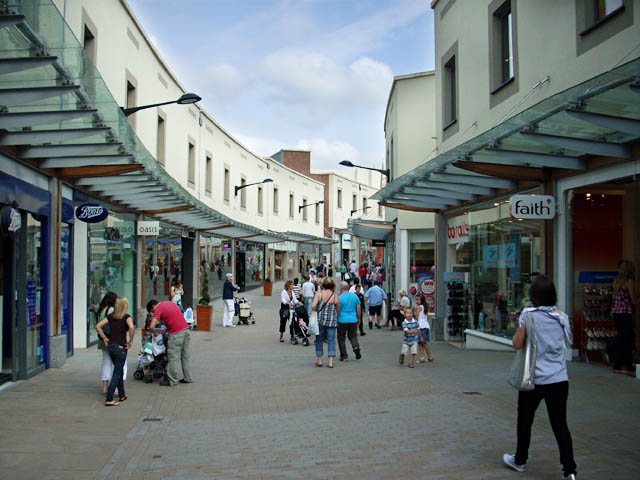
フレムリン・ウォーク

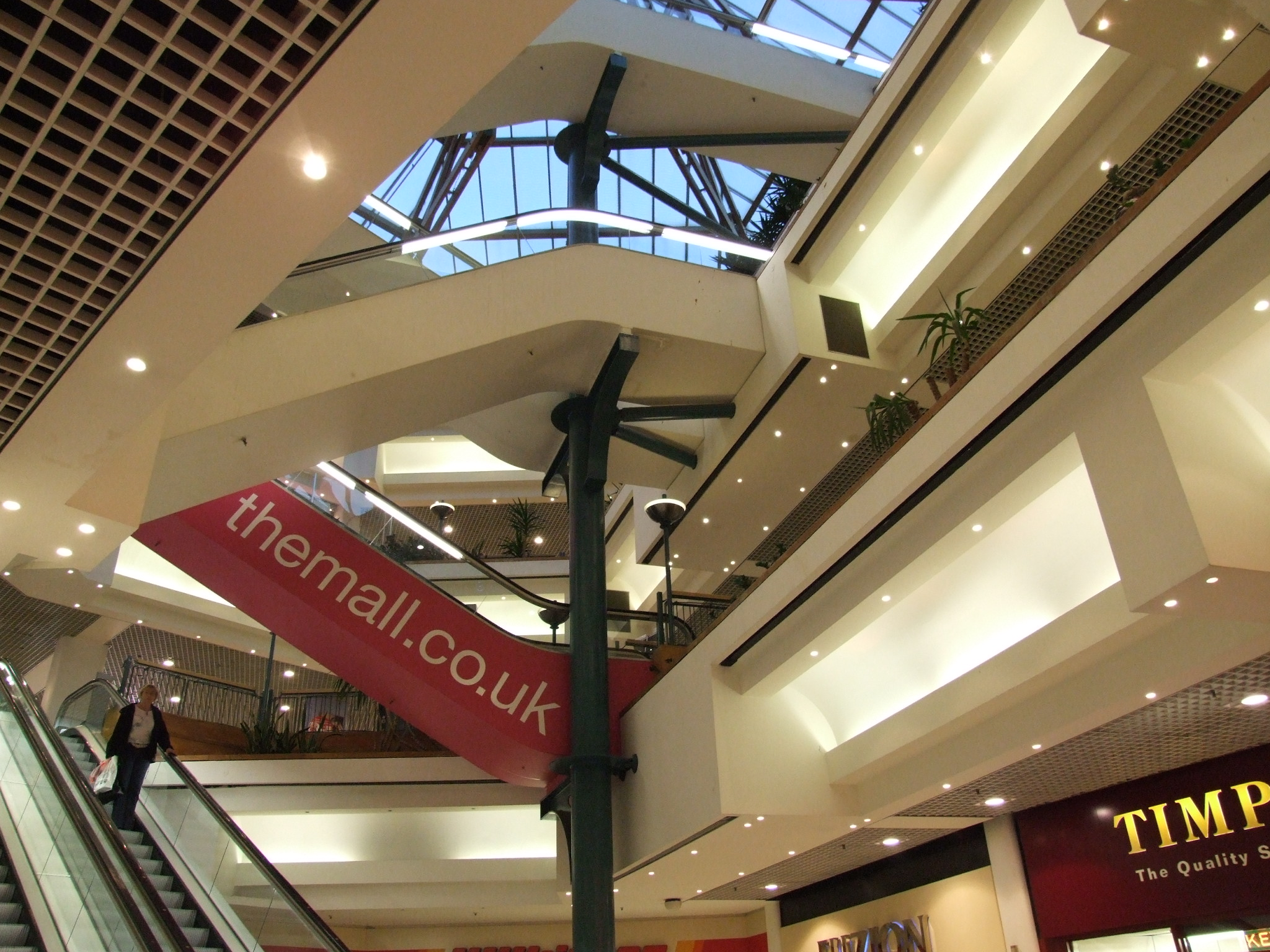
ショッピングセンターのザ・モール・メードストン（旧チェッカーズ）

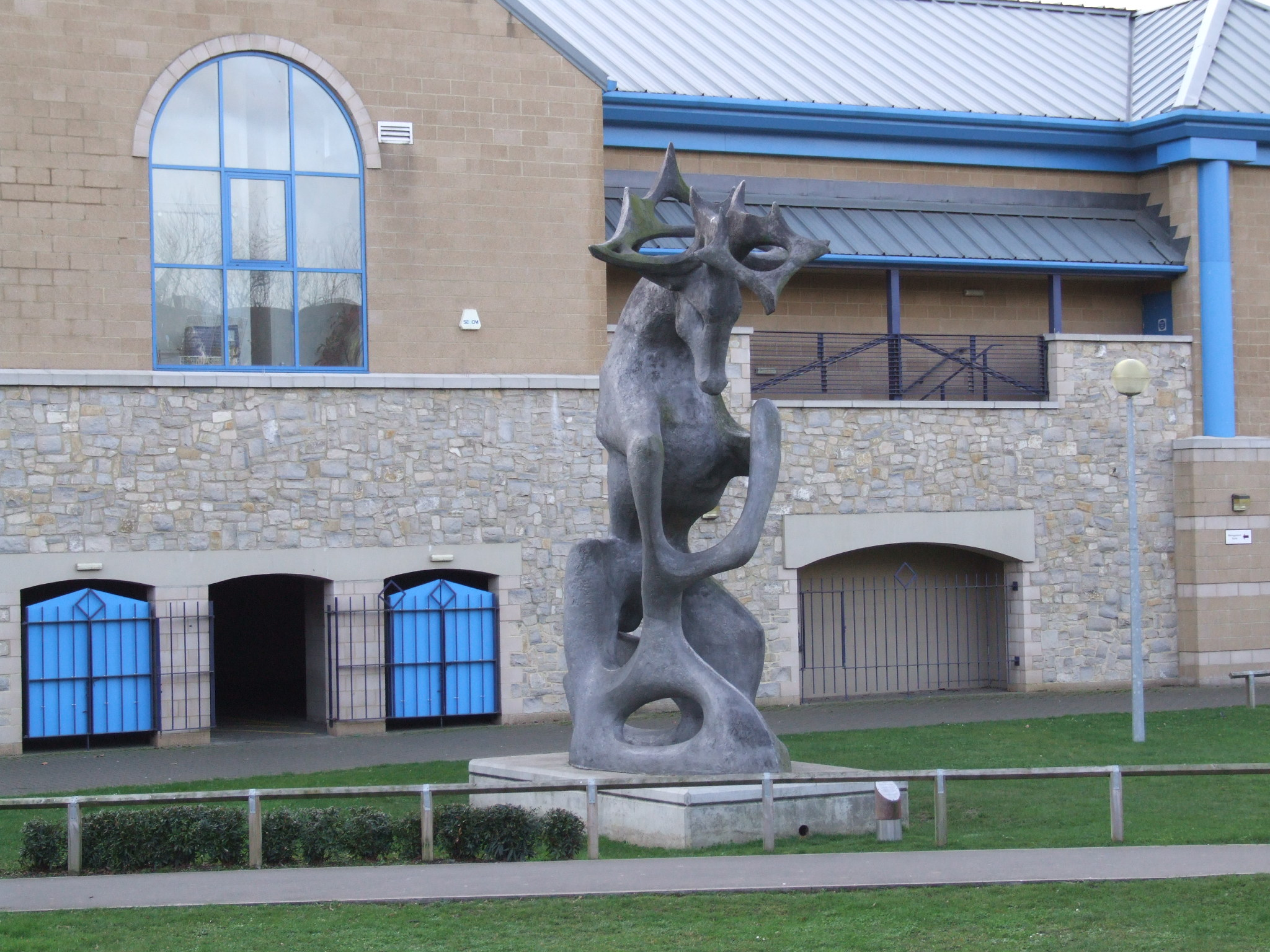
ロックメドウ・センター外の牡鹿像。エドワード・ベインブリッジ・コプノール作

町のショッピングセンターの総売上高はイングランド南東部で五指に入るほどで、売り場面積も100万平方フィートとイギリスの上位50位以内につける。後者は主にザ・モール・メードストンの53万5000平方フィートと、2006年にオープンしたフレムリン・ウォークの3万2500平方フィートに負うところが大きい。
シネマコンプレックスやレストラン、ナイトクラブをそなえ、市も立つロックメドウ・センターも近年開発された。レジャー産業は年間7500万ポンドに上る夜間経済への重要な貢献者である。

## 雇用
16歳から74歳の町民の雇用形態は、2001年の国勢調査によると45.2%がフルタイム、12.7%がパート、7.6%が自営業、2.5%が失業者、2.3%が仕事を持つ学生、3.0%が仕事を持たない学生、12.9%が退職者、6.6%が専業主婦、3.8%が不治の病ないし障害を持ち、3.2%がその他の理由で就業していない。これら値は全国平均とほぼ一致する。
産業別では小売業に19%、不動産業に13%、製造業に11%、建設業に9%、運輸業に7%、医療・社会福祉に10%、公共部門に8%、教育に7%、金融業に5%、旅館ないし飲食店に4%、農業に1%、エネルギー・水道部門に1%、その他の部門に5%が従事する。全国平均と比較すると建設業と公共部門の割合が高く、農業の割合が低い。
国家統計局の推計によると、メードストンの世帯収入は2001年4月から2002年3月までで、一週間あたり平均595ポンドであった。

## 兵営
町の特徴となっている兵営は1797年に初めて建てられた。現在のインヴィクタ兵営にはグルカ兵からなる二戦隊を含む、王立工兵隊の第36工兵連隊が駐屯する。
1975年9月29日、兵営を相手に営業する地元のパブ「ザ・ヘア・アンド・ハウンズ」がアイルランド共和軍 (IRA) の爆弾テロで被害を受けた。もう一軒のパブ「ザ・ホワイト・ラビット」は、文化的建築物に指定されているかつての将校の食堂に入居している。

## 交通

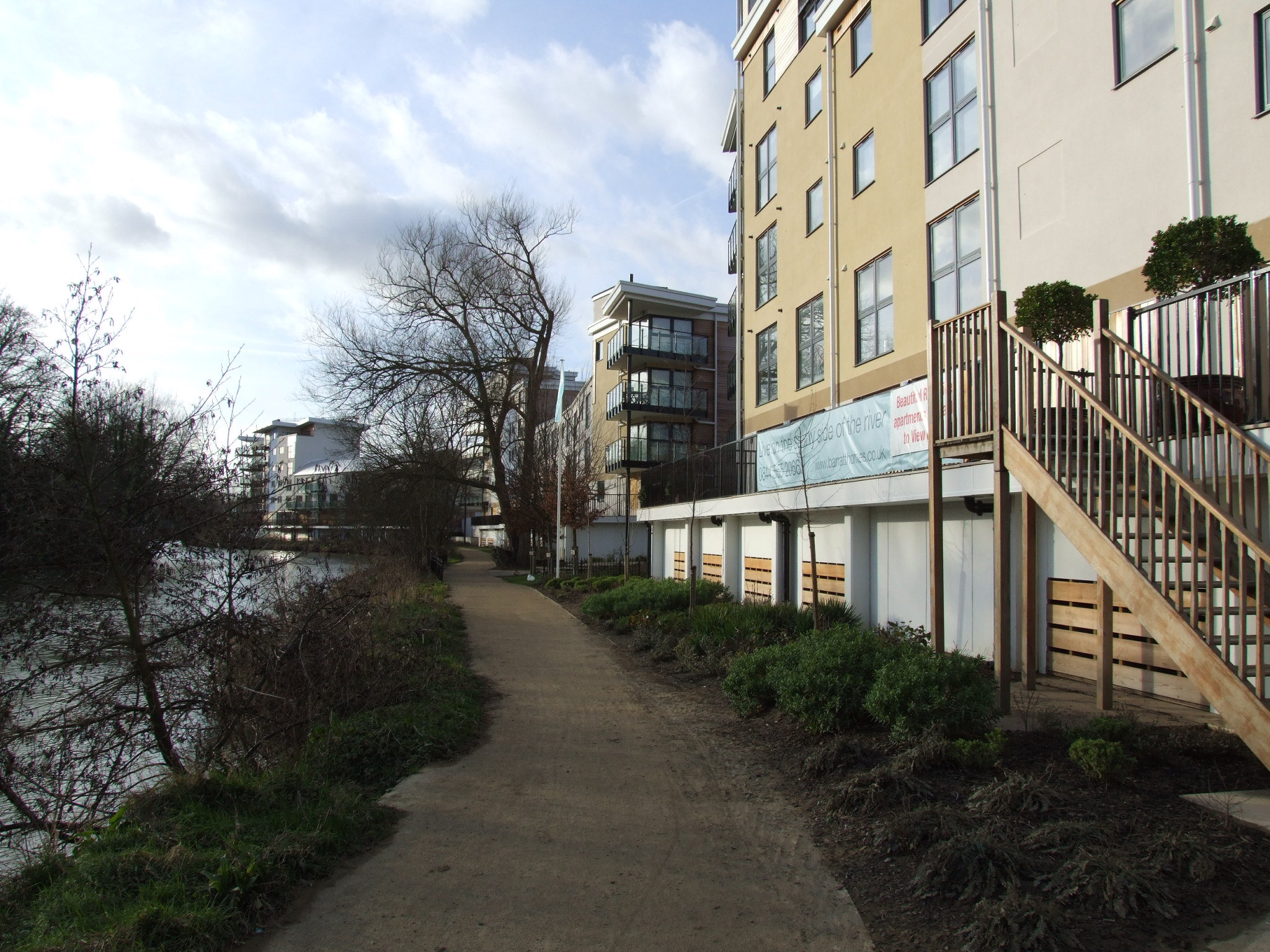
川沿いに造成された宅地

ロチェスターからメードストン間の街道が1728年、ケントでも早くから有料化されたことはこの町の重要性をいくらか示唆している。A20号線が町を通り抜け、M20高速道は北へ向かう。1960年にメードストン・バイパスとして開通した前者は、ロンドン以南で初めての高速道路である。メードストンはM20高速道をはじめA229号線、A249号線、A20号線、A26号線といった主要幹線道が交わる要衝である。M2高速道はやや北を通り、A21号線もそれほど遠くない。旧市街では自家用車の乗り入れが禁止もしくは制限されている。
より有用な道路や鉄道ができるまで、メドウェイ川はメードストン間の重要な物資輸送の手段のひとつであった。1730年ごろに行われた改良工事で、40トンのはしけがイースト・ファーリー、ヤールディング、さらにはトンブリッジまで遡行できるようになった。これは穀物、ホップ、まぐさ、果物、石材、角材を含む活発な貿易を町内でできるようになったことを意味していた。
中世の石橋は1879年、ジョゼフ・バザルジェット卿の設計になるものに代えられた。1977年には二つ目の聖ピーターズ橋が架けられた。
今日、川はプレジャーボートの所有者やハウスボートで暮らす多くの人々にとって大切である。長年7月の最終週末にはフェスティバルが開かれる。メドウェイ川遊歩道やメドウェイ公園、それに西の旧家畜市場と東のショッピング・エリアを結ぶ歩行者専用橋はミレニアムを記念したプロジェクトで造成された。
メードストンのバス輸送はアライバ・サザン・カウンティーズとニュー・ベンチャーの各社が担う。便はハイ通りとキング通り、それにショッピングセンターのザ・モールそばのチェッカーズバス停に集中している。シッティングボーンのチョークウェル・コーチーズは平日、ロンドンまで通勤便を運行する。

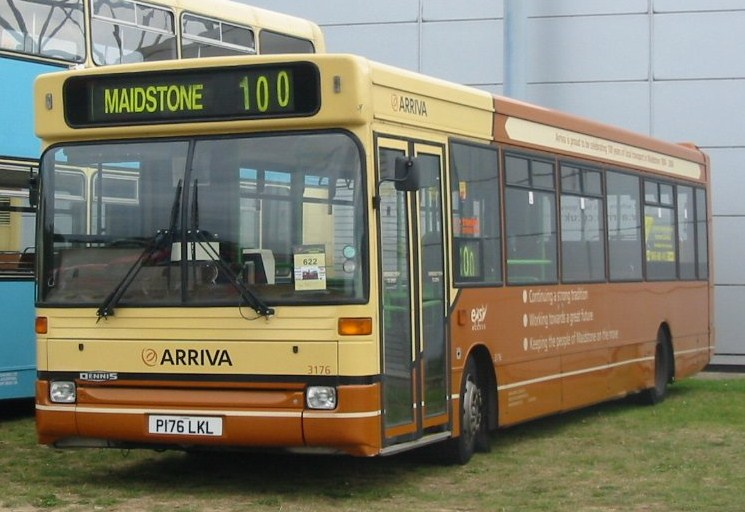
運輸公社の百周年にお披露目された、アライバ・サザン・カウンティーズのバス車両

メードストン運輸公社の設立百周年にあたる2004年には、メードストンの運輸業者の足跡を振り返ったり、保存されていたかつてのトロリーバスを登場させたりするイベントが開かれた。
鉄道は1840年代に開通したが、当時は使い勝手が悪かった。地元住民が開通に強く反対し、町長すらも「商業の町メードストンは廃墟と化すだろう」と言い出したからである。波止場の管理人や穀物、石炭の貿易商は大打撃を受けることが予想された。
結局、1842年にフォークストンやドーバーといったイギリス海峡の港市からトンブリッジ、アシュフォード─10kmほど南に位置する─に至るサウス・イースタン鉄道の本線が完成した。駅はパドック・ウッドと呼ばれる孤立した場所にメードストン・ロード駅として置かれ、そこから駅馬車が市街へ走った。

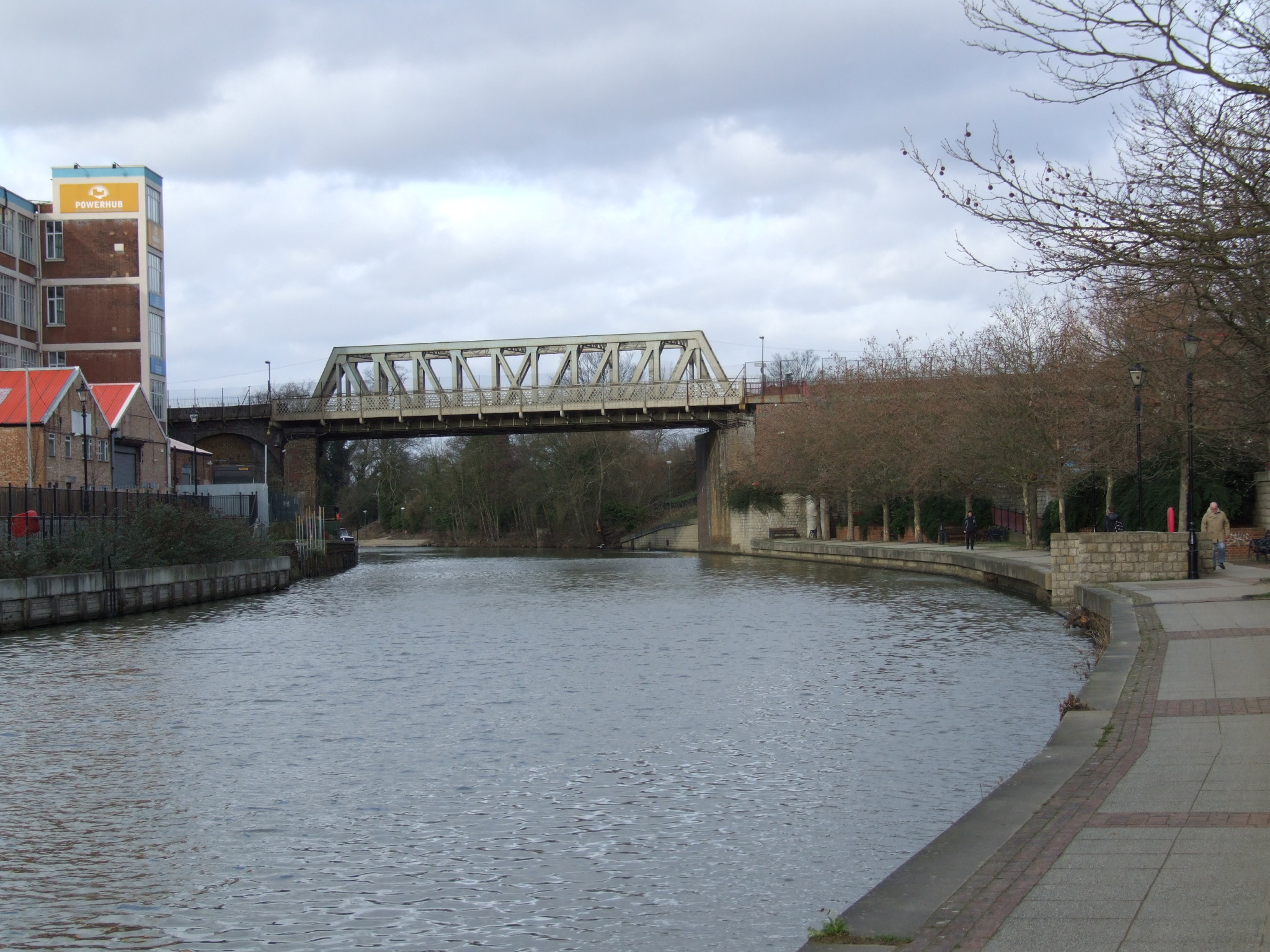
メドウェイ川に架かる鉄橋。東駅と兵営駅を結ぶ歩道でもある

メードストンへはその2年後に支線が通じた。1846年にはもう一本、支線（メドウェイ・バレー線）がストルードと町を結んだ。ロンドンとは1874年に直通運転が始まり、その10年後にはアシュフォードと鉄道で結ばれた。現在はメドウェイ・バレー線のメードストン西、メードストン兵営（この二駅はそれぞれのプラットホームから確認することができる）とアシュフォード線のメードストン東の三駅が置かれている。
1905年、メードストンとサットン・バレンスおよびヘッドコーンを結び、ケント・アンド・イースト・サセックス鉄道に連絡する鉄道が1896年の軽便鉄道法に基づいて認可された。これがヘッドコーン・アンド・メードストン・ジャクション軽便鉄道の唯一の区間で、トビルにある製紙工場のための短い支線である。
メードストンには二本の長距離フットパスが通っている。メドウェイ・バレー・ウォークはトンブリッジから町を通りジリンガムまで、メドウェイ川沿いにのびる。約8km北西にはサリーのファーナムとドーバーを結ぶ、全長246kmのノース・ダウンズ・ウェイが通る。

## 教育
メードストン町には小学校が23校、中等学校が15校、専門学校が2校ある。このうち、メープルズデン・ノアークスとインビクタ・グラマー・スクールの二校の中等学校は実業・エンタープライズ校の指定を受けている。
メードストン・グラマー・スクールは、テレビ司会者のジェームズ・バークやイギリスの鉄道路線の一部廃止を断行したビーチング卿を輩出した。『蝿の王』の作者、ウィリアム・ゴールディングはここで教鞭をとった。またUCA芸術大学（旧ケント芸術研究院）の地方キャンパスでは、アーティストのトレイシー・エミンやグラフィックデザイナーのトニー・ダイソン、トニー・ロルフ、アンディ・ウォール、ハッサン・ローフらが芸術を学んだ。
メードストン女子グラマー・スクールも町内に所在する。
メードストンには政府の出資を受けない、独立系の「アカデミー」が二校ある。コーンウォリス・アカデミー（旧コーンウォリス・スクール）とニュー・ライン・ラーニング・アカデミー（旧オールドバラ・マナー・スクールとセネーカー技術学校）で、もとはいずれも公立だった。後者は旧セネーカー技術学校の校舎を取り壊し、オールドバラ─こちらも改築される─にすべての活動を一本化させる予定である。セネーカー校の跡地には住宅が造成される。コーンウォリス・アカデミーも改築予定だが、費用は6200万ポンド以上と見積もられている。
テレビ俳優のショーン・ウィリアムソンは地元のカトリック系の中等学校、セント・サイモン・ストック校に通った。この学校はケント中部の全カトリック家庭を対象にしている。
2001年の国勢調査によると、高等教育資格およびそれと同等のものを有する16歳から74歳の町民の割合は15.7%で、全国平均の19.9%より低い。一方、高等教育レベルの学業に対する資格を持たない町民の割合は27.5%で、これも全国平均の28.9%と比べて低かった。

## 宗教

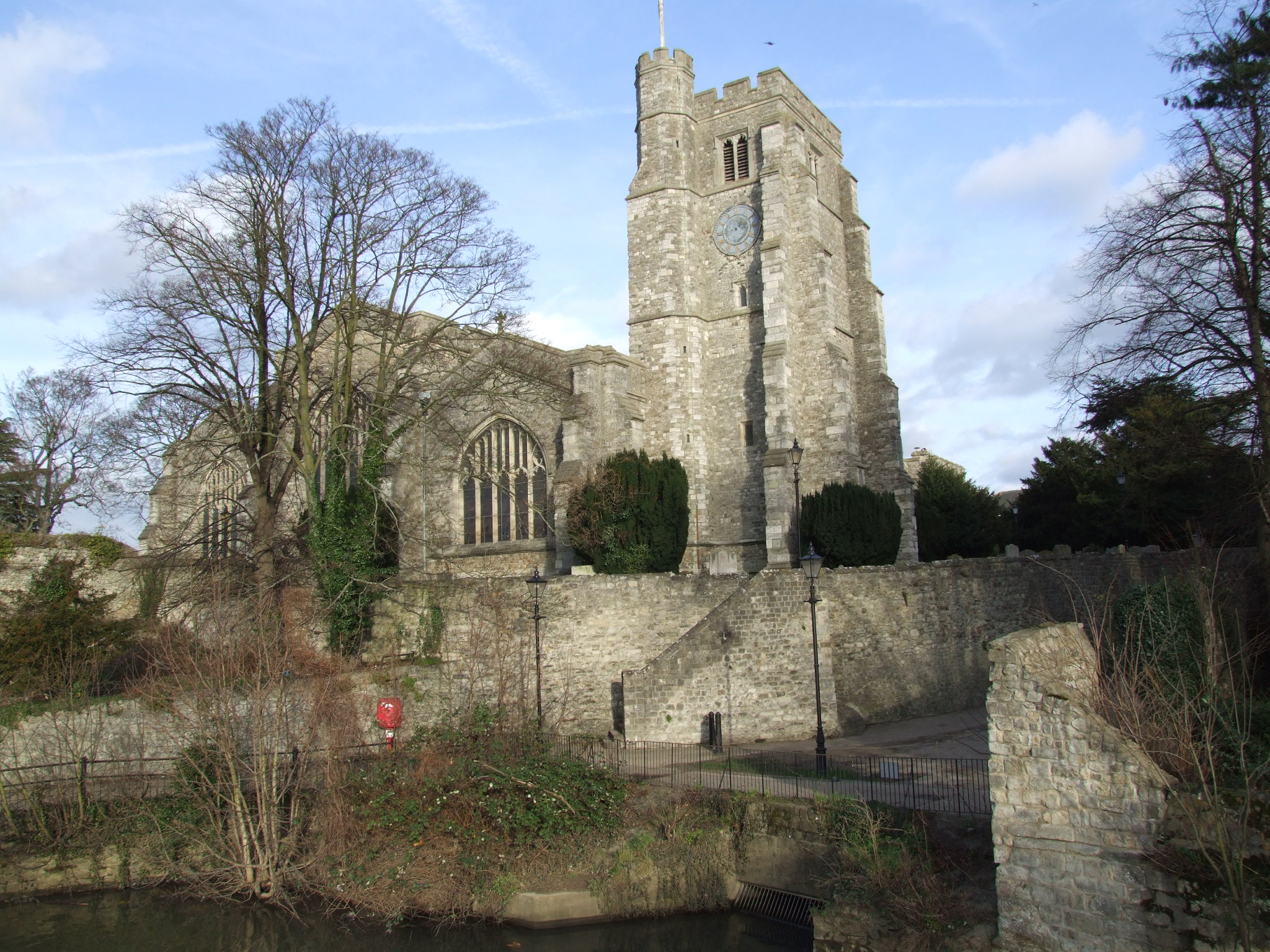
オール・セインツ教会

町民の奉ずる宗教は、2001年の時点でキリスト教が73.9%、イスラームが0.8%、ヒンドゥー教が0.7%、仏教が0.3%、シク教が0.14%、ユダヤ教が0.11%である。無宗教は15.8%、その他の宗教は0.6%で、7.7%は設問に答えなかった。
多様な宗派が混淆する町内には、数多くの教会や会堂がある。
メードストン中心部の大司教邸に隣接して1395年、オール・セインツ会の協同教会であるオール・セインツ教会が建てられた。町のランドマークであるこの建物は、イングランド最大にして最も広い教区教会のひとつとして有名である。教会内にはイングランド内戦中の王党派の兵士、サー・ジェイコブ・アストリーのモニュメントと、ジョージ・ワシントンの高祖父（ひいひいおじいさん）の大叔父にあるローレンス・ワシントンの記念碑がある。

## 文化

### 放送
メードストンにおけるローカルラジオ放送の歴史は長い。3つの局が置かれている。インビクタ・サウンズ（現在のハート・ケント）は昔、アール街から放送していた。ホスピタル・ラジオ・メードストンはイギリスで最も歴史ある病院向けラジオ局のひとつである。
商業放送局KMFMメードストン（旧CTR105.6）はミル街のスタジオから放送していたが、現在は姉妹局であるKMFMメドウェイのスタジオに移っている。2006年10月、KMグループに買収された。
無許可局であったラジオ・キャロラインは生まれ変わって、ビンターズ・パーク地区のメードストン・スタジオからBスカイBとインターネットで放送している。このスタジオは独立系のテレビ製作拠点で、かつてITV系列のTVSの支局が置かれた。

### 劇場

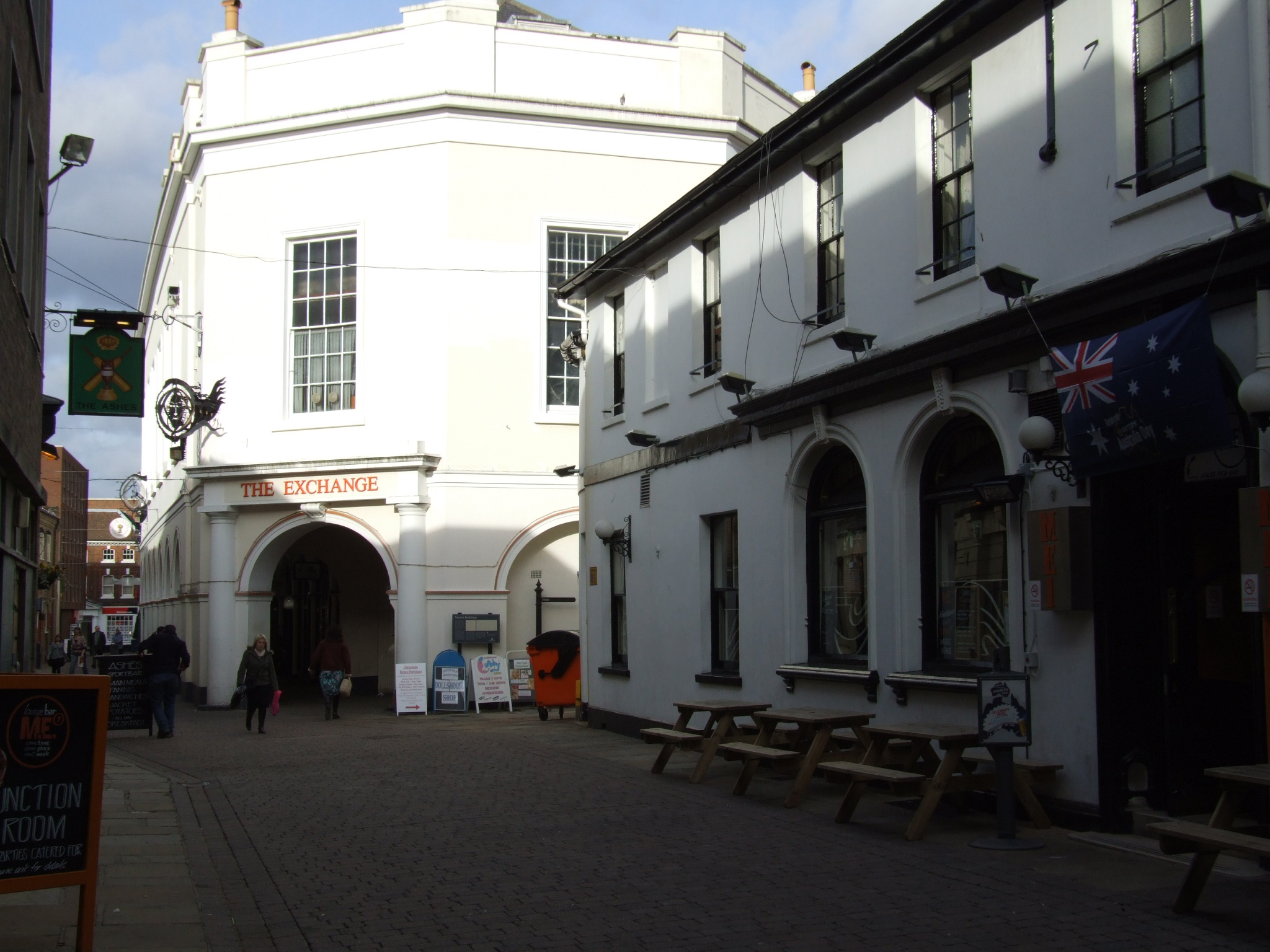
エクスチェンジ・スタジオ

ヘイズリット劇場やリバーステージ、エクスチェンジ・スタジオ（以前は「コーン・エクスチェンジ」として知られた）、ハーミテージ・ミレニアム円形劇場などがある。

### 文学
メードストンはイアン・フレミングが1955年に発表した、「ジェームズ・ボンド」シリーズの『ムーンレイカー』でたびたび触れられる。とりわけブレインのヒューゴー・ドラックスはキング通りとガブリエルの丘を抜け、トマス・ワイアット・ホテルに滞在する。

### 博物館
- メードストン博館・美術館
- ケント・ライフ
- ターウィット＝ドレイク運輸博物館

### 火星のクレーター
小さな町から採るというNASAのクレーター命名指針により、1976年、火星の地形リストにメードストン・クレーターが加えられた。

## スポーツ

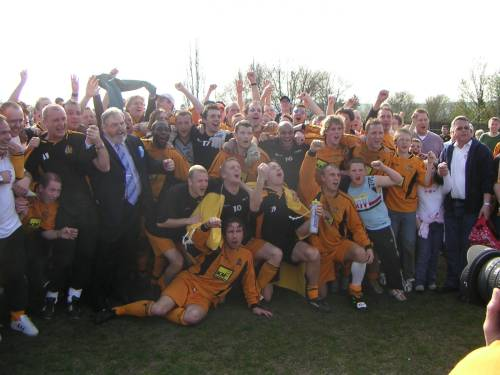
2006年のケント・リーグ優勝を喜ぶ人々

1897年に創設されたサッカーのメイドストーン・ユナイテッドFCは、近年運命に翻ろうされてきた。ノン・リーグで快進撃を続け、フットボールリーグへの昇格を果たした1989年がクラブの絶頂期であった。しかしフットボールリーグ水準の競技場を持たなかったためダートフォードからワットリング・ストリート・スタジアムをシェアしてもらい、そこで試合を行った。クラブはリーグの財務上の圧力に耐え切れず、1992年に解散。新たに結成されたクラブは州リーグの四部からスタートし、現在はイスミアンフットボールリーグに所属している。本拠地はシッティングボーンFCのボーン・パークだが、現在新しい経営陣のもと、ジェームズ・ホワットマン・ウェイに2012年に新しい競技場を建設する計画である。工事は2011年9月に始まった。
メードストン・ホッケー・クラブは1878年創設の、イギリスで最も古いホッケークラブのひとつ。男子7チームと女子4チームが全国、リージョン、カウンティの各レベルでプレイしている。
メードストン・ラグビー・フットボール・クラブも1880年に創設された由緒あるクラブで、6つの男子チームとジュニアチームからなる。
ケント州クリケット・クラブは2005年までのおよそ150年間、モート・パークで巡業を続けてきた。モート・パークは多数のレクリエーションおよびスポーツ施設をそなえた、町で最も大きい公園である。ほかにレーシングス・ワールドXIというエキシビジョン・クリケット・チームもメードストンを本拠地とする。
メードストン・セーリング・クラブはモート・パーク内の池で活動する、小さなクラブである。このほかボート、テニス、陸上、アメフト、バスケットボールのクラブと格闘技の道場がある。
野球のケント・マリナーズは、イギリス野球連盟 (BBF) のAAサウス・リーグに所属している。

## 姉妹都市
- ボーヴェ（フランス）

## ゆかりの人物
- ダン・アブネット - 作家
- ロバート・ブラッチフォード - 社会運動家、ジャーナリスト、作家
- ダニエル・ブライス - 作家
- ジュリアス・ブレンチリー - 探検家
- マイケル・チャプリン - アーティスト、作家
- トマス・カルペパー - キャサリン・ハワード王妃の情夫
- マッケンジー・クルック - 俳優
- デービッド・エドワーズ - ジャーナリスト
- ロバート・フィスク - ジャーナリスト、作家
- ガイ・フレッチャー - ミュージシャン
- サマンサ・ジルズ - 女優
- アルバート・グッドウィン - アーティスト
- アレクサンダー・ヘンリー・グリーン - 地質学者
- クリストファー・ニューマン・ホール - 牧師、奴隷制廃止運動家
- ジョン・ハーリー - サッカー選手
- トニー・ハート - アーティスト、テレビ司会者
- ウィリアム・ヘイズリット - 随筆家、批評家
- エドマンド・ウォーカー・ヘッド - 植民地行政官
- ノエル・ハウレット - 俳優
- ジョン・ジェンキンズ - 作曲家
- ビル・ルイス - アーティスト、講談師、詩人、神話収集家
- マルコム・マクドナルド - 外交官、政治家
- カロル・マクギフィン - 司会者
- ジョン・モンクトン - 弁護士、1873年から1902年までロンドン市書記
- ニッキー・ムーア - ロックとブルースのミュージシャン
- フレデリック・J・ムーアット - 外科医
- ロス・ノーブル - コメディアン
- ジョン・オーレル - 演劇史家、大学教授
- アンソニー・ポーソン - 微生物学者
- マイク・ラトレッジ - ミュージシャン
- ビック・リーブス - コメディアン
- ウィリアム・シップリー - 王立芸術協会 (RSA) 創立者
- ラルフ・スティードマン - イラストレーター
- サイモン・ストック - 修道士、聖人
- ジョージ・トルハースト - 作曲家
- アンディ・タウンセンド - サッカー選手
- スコット・ワグスタッフ - サッカー選手
- ショーン・ウィリアムソン - 俳優（「イーストエンダーズ」のアンディ役）
- ピーター・ウォルフ - ミュージシャン
- ウィリアム・ウーレット - 彫り師
- ナン・ヤングマン - 画家
- トマス・ワイアット - 16世紀の詩人